# Pargas
Pargas este o comună din Finlanda.